# Glyphocuma serventyi
Glyphocuma serventyi är en kräftdjursart som beskrevs av Hale 1944. Glyphocuma serventyi ingår i släktet Glyphocuma och familjen Bodotriidae. Inga underarter finns listade i Catalogue of Life.